# Толе Би (Жамбылская область)
Толе би (каз. Төле би, до 1992 г. — Новотроицкое) — село, центр Шуского района Жамбылской области Казахстана. Административный центр Толебийского сельского округа. Находится примерно в 7 км к северу от города Шу. Код КАТО — 316630100.

## Названия
Первые переселенцы с села Троицкое (Воронежская область) решили назвать село по фамилии пристава — Михайловская.
Но впоследствии село получило название в честь первопоселенцев — Новое Троицкое. В 1916 году название было изменено на Новотроицкое.
В 1992 году после обретения независимости Казахстана, село Новотроицкое получило название — село Толе би, в честь верховного бия Толе би, родившегося в Шуском районе.

## История
В ходе осуществления Столыпинской аграрной реформы сотни тысяч крестьян из России были переселены на необжитые территории Сибири и Казахстана.
Село Толе би было основано в 1903 году прибывшими из села Троицкое Воронежской губернии тремя семьями (Калашниковы, Шамшура и ?).
В 1906 году сюда прибыли ещё 100 семей. Вскоре село было разделено на три улицы, не имевшие официально названия (нижнюю, среднюю и верхнюю). После 1917 года они получили названия: 1 мая, Октябрьская и Украинская. Основное же заселение села происходило с 1910 года.
В 1911 году в село приехал Ф. К. Филиппов, который стал обучать детей грамоте у себя на дому. Вскоре обучение стало проходить под надзором церковника. Первая школа была временно размещена в здании, где впоследствии находилась почта.
В 1912 году по настоянию жителей было организовано строительство зданий школы и церкви, для чего Степаном Богдановым была создана строительная бригада из числа переселенцев. Строительство школы продолжалось 4 года и в 1916 году она была сдана в эксплуатацию. Начальная школа, которой заведовал Ф. К. Филиппов, затем была преобразована в семилетнюю и её первым директором стал Василий Алексеевич Лобанов.
Вскоре была построена школа-гимназия имени Е. Бекмаханова и сегодня является одним из лучших учебных заведений района.
В связи с массовой коллективизацией в 1930-х годах сюда переселяли крестьян из Беларусии, Украины и России. Следующий наплыв переселенцев в 1937—1946 годах был связан с политическими репрессиями, когда представителей самых разных национальностей насильно свозили со всех уголков Советского Союза в казахстанскую степь.
Село начало развиваться лишь только после окончания Великой Отечественной войны и восстановления мирной жизни. В 1950-х годах было завершено строительство двухэтажной школы имени Горького, построены многие другие административные здания и объекты соцкультбыта. Открытие в конце 1960-х годов кинотеатра «Жайсан», повлияло на дальнейшее развитие села. После этого были построены жилые дома УПП Казахского общества слепых, жилой массив многоквартирных домов (между улицами Толе би, Жаксыбая, Рыскулова, Аубакирова), нынешнее здание акимата Толебийского сельского округа и многие другие объекты.
До 1992 года — носило название Новотроицкое. В 1992 году Постановлением Президиума Верховного Совета Казахстана село Новотроицкое было переименовано в село Толе би, в честь знаменитого верховного бия Старшего жуза Толе би, который родился во второй половине XVII века на жайляу Жайсан Шуской долины.
Приход рыночных отношений в 1990-х годах прямо повлиял на стремительный рост количества различных объектов малого предпринимательства, внешний вид которых формирует сегодня общую панораму районного центра.
В 2012 году в селе состоялось открытие нового здания Центральной районной больницы на 150 мест, которую возглавлял главный врач  Мукатаев, Айдар Джамбырбайулы (1965-2020гг.), Отличник здравоохранения РК. Погиб в пандемию коронавируса на боевом посту. Награжден Орденом "Барыс" (посмертно). 
https://ru.wikipedia.org/wiki/%D0%9C%D1%83%D0%BA%D0%B0%D1%82%D0%B0%D0%B5%D0%B2,_%D0%90%D0%B9%D0%B4%D0%B0%D1%80_%D0%94%D0%B6%D0%B0%D0%BC%D0%B1%D1%8B%D1%80%D0%B1%D0%B0%D0%B9%D1%83%D0%BB%D1%8B
С 2019 года в Шуском районе, как и во всём государстве, активно реализуется проект «Ауыл — ел бесігі», целью которого является улучшение состояния сел. В области был составлен список перспективных сёл. В этом году утверждены три села, в том числе село Толе би, в котором будет реализовано 104 проекта.
В селе будет отремонтировано 11 улиц, на двух улицах будут построены тротуары, на 12 улицах будет проведено уличное освещение. Помимо этого в райцентре построят спортивный комплекс, дворец торжеств и новый корпус районной больницы. По проекту будет проведен капитальный ремонт зданий центра технического творчества, средней школы имени М. Ауэзова, районного Дома культуры, здания детского сада «Асем», центральной районной библиотеки.

## Население
В 1999 году население села составляло 17 860 человек (8936 мужчин и 8924 женщины). По данным переписи 2009 года, в селе проживало 19 000 человек (9461 мужчина и 9539 женщин).
На начало 2019 года, население села составило 21 168 человек (10 581 мужчина и 10 587 женщин).

## Экономика
В советские времена в селе были построены несколько предприятий по переработке сельскохозяйственной продукции. Вплоть до 1990-х годов в селе работал пивоваренный завод, производивший разливное пиво. Здесь же действовали цех колбасных изделий и хлебозавод.
Помимо предприятий пищевой промышленности в селе действовали строительные организации, ремонтно-тракторная станция.
Сейчас в Толе би активно занимаются сельским хозяйством (земледелием, животноводством). Работают частные предприятия по добыче шерсти, молока, производству мяса, хлебобулочных изделий.
Действуют дорожные фирмы и организации, занимающиеся ремонтно-строительными работами и благоустройством дорог.

## Социальная структура

### Образование
Общеобразовательные учреждения:
- Средняя школа им. М. Макатаева (бывш. им. Н. Крупской) ;
- Школа-гимназия им. Е. Бекмаханова (бывш. им. М. Горького);
- Средняя школа им. М. Ауэзова;
- Средняя школа им. Аль-Фараби (бывш. им. А. Макаренко);
- Средняя школа им. С. Шакирова.

Дошкольное образование:
- В селе имеется 5 детских садов.

### Культура
В начале 1960-х годах в селе Новотроицкое был открыт кинотеатр «Жайсан». В конце 1990-х годах он был закрыт. Ранее здесь находился драматический театр, а после вздании расположился районный дом культуры.
В селе находится Центральный парк культуры и отдыха. Толебийский парк является одним из культурных и излюбленных мест для проведения отдыха и развлечений.
В селе множество благоустроенных аллей и пешеходных зон для прогулок. Установлено множество памятников известных людей и скульптурных композиций.
В 2010 году в селе состоялось торжественное открытие 20-метрового памятника знаменитому казахскому поэту, певцу, композитору, силачу, основоположнику циркового искусства в Казахстане Балуану Шолаку.
При въезде в село установлен памятник Толе би.

## Транспорт
В советское время в селе действовал местный аэродром. Аэродром осуществлял перелёты малых классов самолётов. Самолёты Новотроицкого аэродрома делали посадки на других сельских аэродромах области. После распада СССР рейсы аэродрома прекратились. На сегодняшний день здесь останавливаются и делают посадки/взлёты самолёты У-2 (кукурузники).
В селе автобус № 1 курсирующий с города Шу делает конечную остановку.

## Известные жители и уроженцы
- Досжанов Заманбек (1934 — ?) — Герой Социалистического Труда[8].
- Елнур Рафикулы (2005-?) — Политолог
- Мукатаев, Айдар Джамбырбайулы - казахстанский врач-хирург, Отличник здравоохранения, кавалер ордена "Барыс" (посмертно)